# Gripport
Gripport település Franciaországban, Meurthe-et-Moselle megyében. Lakosainak száma 271 fő (2022. január 1.). Gripport Chamagne, Socourt, Bainville-aux-Miroirs, Germonville, Lebeuville és Hergugney községekkel határos.

## Népesség
A település népességének változása:
| Lakosok száma | 304  | 253  | 246  | 210  | 266  | 285  | 285  | 271  | 268  | 271  |
|               | 1968 | 1982 | 1990 | 2006 | 2013 | 2015 | 2017 | 2019 | 2020 | 2022 |